# Rheine
Rheine est une ville de Rhénanie-du-Nord-Westphalie (Allemagne), située dans l'arrondissement de Steinfurt dans le district de Münster. Cette ville, la plus peuplée de l'arrondissement de Steinfurt (76 546 habitants), est arrosée par l'Ems. Ancienne capitale de la principauté de Rheina-Wolbeck de la Maison de Corswarem.

## Géographie

### Localisation
Ville la plus peuplée de l'arrondissement de Steinfurt, elle se trouve à la lisière septentrionale de la dépression de Westphalie. L'Ems divise la ville entre quartiers est et ouest.
Münster se trouve à 40 km au sud-est de Rheine, Osnabrück à 45 km à l'est et Enschede, à 40 km à l'ouest. La ville dépend administrativement du Land de Rhénanie-du-Nord-Westphalie, mais ses faubourgs nord sont frontaliers du Land Basse-Saxe.

### Communes voisines
Au Nord, Rheine est riveraine des communes saxonnes de Salzbergen et de Spelle, dans le Pays de l'Ems ; à l'Est, de Hörstel dans la région de Tecklembourg ; au Sud à Emsdetten, et à l'ouest, à la commune de Neuenkirchen, dans la région de Münster.

### Le site naturel de Rheine

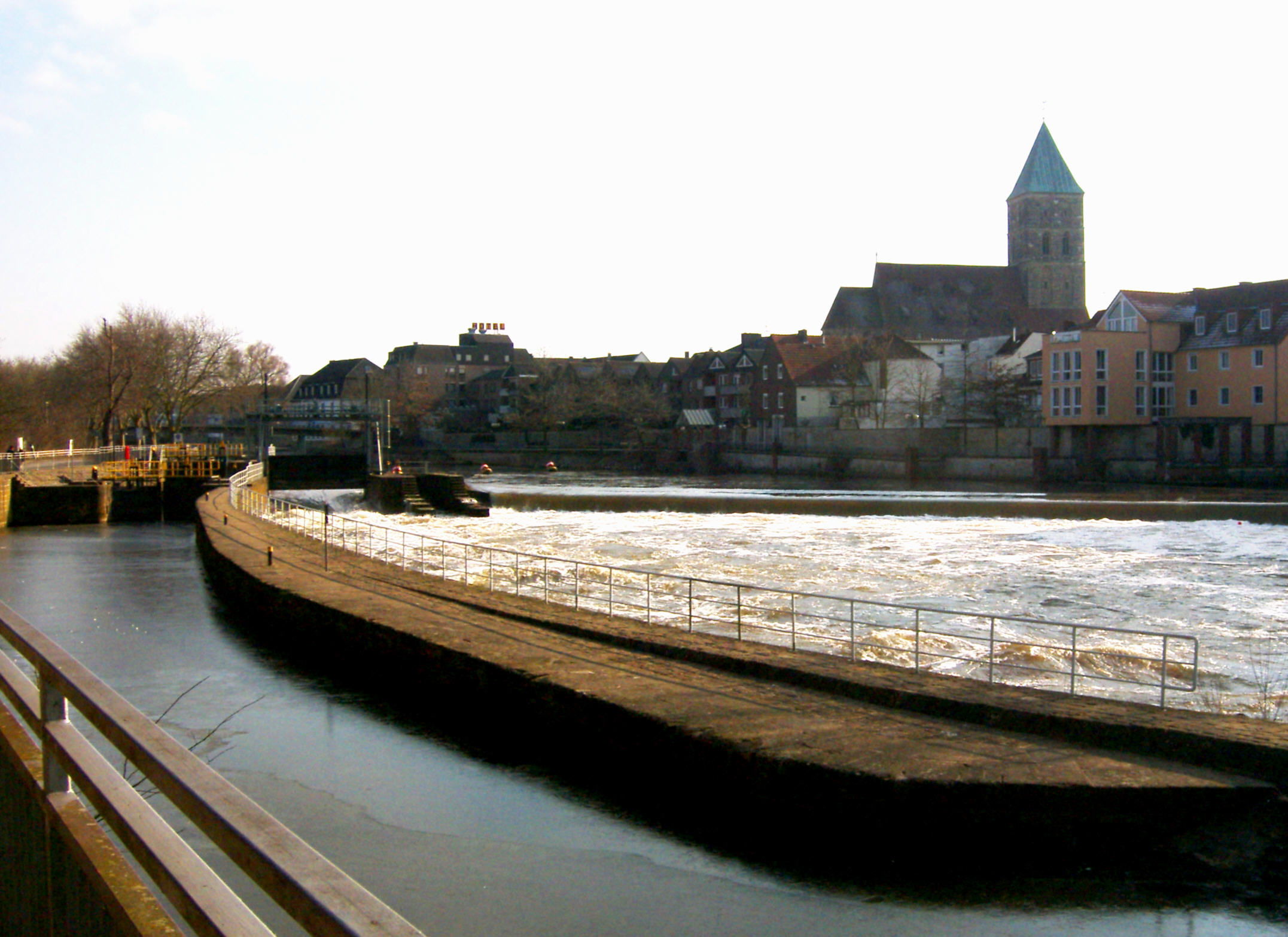
Panorama sur la rive est (rive droite) de l’Ems, le barrage et le centre-ville de Rheine. L'édifice en haut à droite est l'église Saint-Denis.

Le fleuve Ems arrose la ville, qu'il traverse du sud vers le nord, recevant au passage les apports de l'Elter Mühlenbach, du Frischhofsbach, du Frischebach, du Wambach, de l'Hemelter Bach, du Krafelds Bächsken et du Randelbach.
Droit dans le prolongement de l'Ems se dresse le Stadtberg, qui se prolonge au-delà de l'Ems (Rheine en rive gauche de l'Ems) comme la colline de Thieberg. Ces deux collines sont constituées de calcaire coquillier, roche qui s'est formée au Trias, il y a 70 millions d'années. Le fleuve a entaillé ce massif au niveau d'une fissure d'origine tectonique, sans toutefois avoir formé de gorge. Ainsi, l'Ems présente à cet endroit un seuil rocheux, faisant autrefois office de passage à gué. À quelques centaines de mètres en amont et en aval, le lit majeur de l'Ems offrait, avant sa canalisation une largeur de 500 m, pour se réduire à seulement 50 m au droit du seuil rocheux, avec des berges abruptes, hautes de 5 m.
La colline de Waldhügel, point culminant de la ville, se dresse au Sud, à 90 m d'altitude. La vallée séparant les collines de Stadtberg, de Thieberg et de Waldhügel est constituée de ce qu'on appelle des gleys, sédiments déposés par les crues successives du fleuve, et habitat typique de saules et d'aulnes. Le sol du Stadtberg, du Thieberg et du Waldhügel est dominé par des sols bruns calcaires, favorables à la colonisation par les hêtres. Le reste du site est formé d’anthrosols plaggiques gris-brun et noirâtres recouvrant un banc de sable et d’alluvions sableuses ; la végétation originelle était une forêt mixte de chênes et de hêtres. Il faut signaler la présence de vastes dunes de sable, aujourd'hui végétalisées, à l'est de l'Ems : elles se sont formées sous l'action des vents dominants d'ouest à partir des produits d'érosion de la glaciation de la Saale.

### Climat
La température moyenne dans la région de Rheine est d'environ 9 °C. Les précipitations annuelles moyennes sont comprises entre 700 et 900 mm, avec une répartition marquée par un pic estival et un maximum secondaire en hiver.
Il y règne un climat maritime de transition, influencé par l'océan Atlantique, caractérisé aujourd'hui par des été frais et des hivers doux.

## Histoire

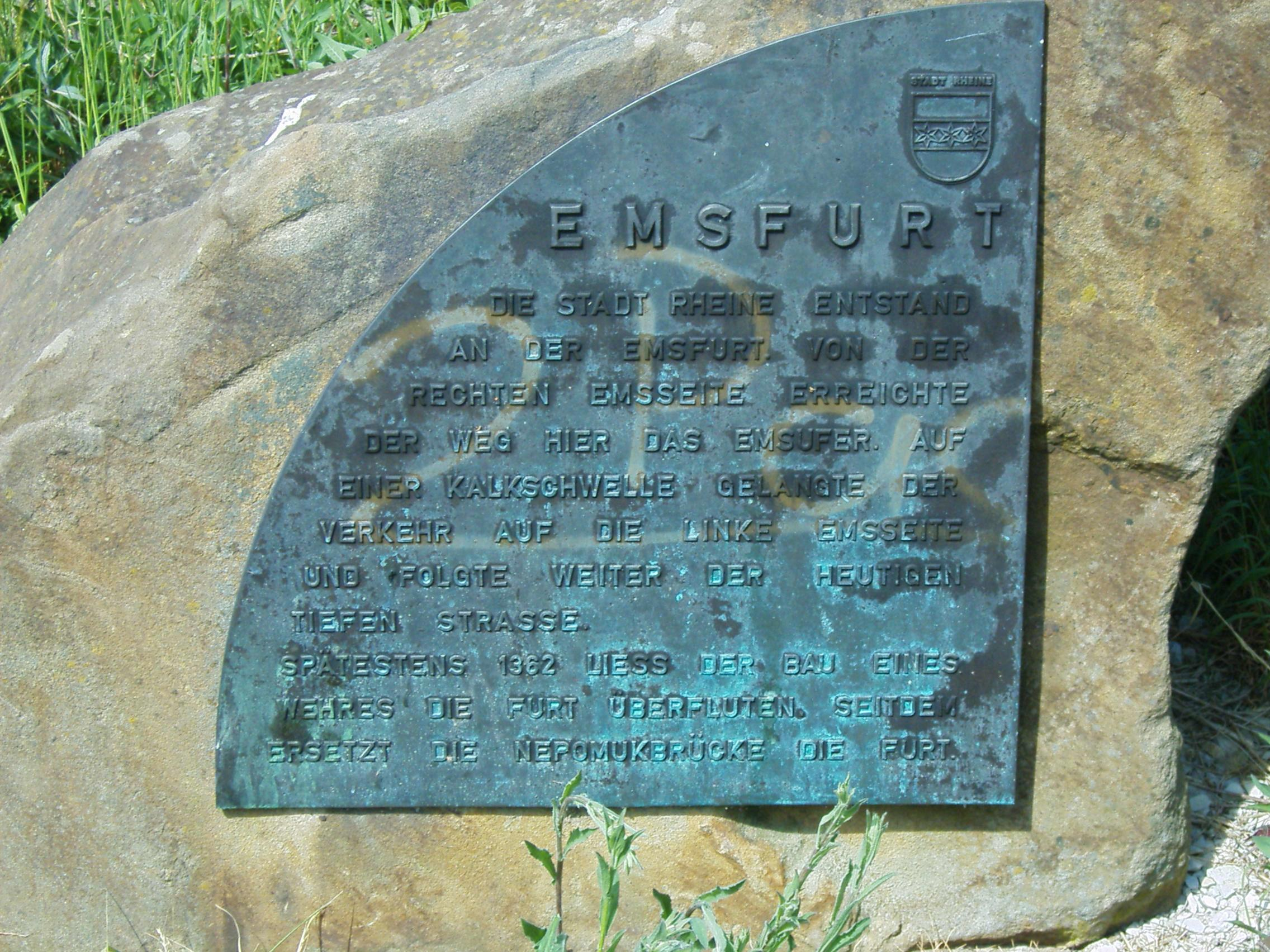
Plaque commémorative sur l'ancien gué de l'Ems.

| Appartenances historiques Principauté épiscopale de Münster 1180-1802 Principauté de Rheina-Wolbeck 1803-1806 Grand-duché de Berg 1806-1811 Empire français (Lippe) 1811-1814 Royaume de Prusse (Province de Westphalie) 1815-1918 République de Weimar 1918-1933 Reich allemand 1933-1945 Allemagne occupée 1945-1949 Allemagne 1949-présent |

### Préhistoire
Plusieurs vestiges archéologiques (comme le dolmen de Rheine-Schotthock) montrent que le site de Rheine a été habité dès le Néolithique moyen, vers 3200 av. J.-Chr.. Les habitats ultérieurs (600 à 500 av. J.-Chr.) sont attestés par le produit des fouilles menées dans le quartier d'Altenrheine, sur l'actuelle colline de Stadtberg, en rive droite de l'Ems : on y a dégagé un dolmen fait de blocs erratiques, ainsi que l'empreinte d'un cadavre vieux d'environ 3500 ans. Les seuls vestiges de l'Antiquité ont été retrouvés en dehors de la ville, en rive gauche de l'Ems, dans les faubourgs de Mesum, Elte et Hauenhorst.
Rheine se trouvait au carrefour de deux routes préhistoriques : la Hellweg en amont de Sandforde et la Voie frisonne. L'Hellweg reliait les villes de l'IJssel (Zwolle, Deventer, Arnhem) dans les actuels Pays-Bas, à Brême et la Westphalie orientale, autour des villes de Minden et de Paderborn. La voie frisonne, qui traversait Rheine, est l'une des sept routes commerciales mentionnées dans les actes de Charlemagne pour le commerce avec les Frisons. Elle reliait la ville d'Emden, sur la mer du Nord, à Münster et au sud de la Westphalie. L'historien Joseph Prinz considère même la voie frisonne comme l'origine de la fondation des villes de Münster et de Rheine.

### Les Saxons
Dans l'état actuel de nos connaissances, c'est au plus tard au Ve siècle que les tribus saxonnes s'établirent dans la région de Rheine, sur la rive orientale de l'Ems. Les finales en -dorf (ou-dorp, ou encore -trup en bas-allemand) des toponymes d'Austrup (auj. Schotthock), Eschendorf et Gellendorf, dans la région de Rheine, témoignent d'une colonisation saxonne précoce. Le nom même du quartier d'Altenrheine renforce cette hypothèse.
La rive gauche de l'Ems, à proximité immédiate de l'actuel centre-ville, est demeurée vierge d'occupation jusqu'au VIIIe siècle. C'était alors une zone marécageuse, entrecoupée d'une lande inculte et pierreuse : les techniques agricoles primitives des Saxons, dont le principal ustensile fut la houe jusqu'au VIIIe siècle, étaient impuissantes à valoriser cette zone. Plus à l'ouest, toujours en rive gauche, les sites de Dutum (devenue Duttenheim au XIIe siècle) et de Wadelheim, avec leurs finales en -heim , évoquent la colonisation franque, survenue entre la fin du VIIIe et le début du IXe siècle. Ce n'est qu'avec l'introduction du soc de charrue par les maîtres francs au IXe siècle que la rive gauche put être exploitée ; et c'est à partir de cette époque qu'une agglomération prit naissance.

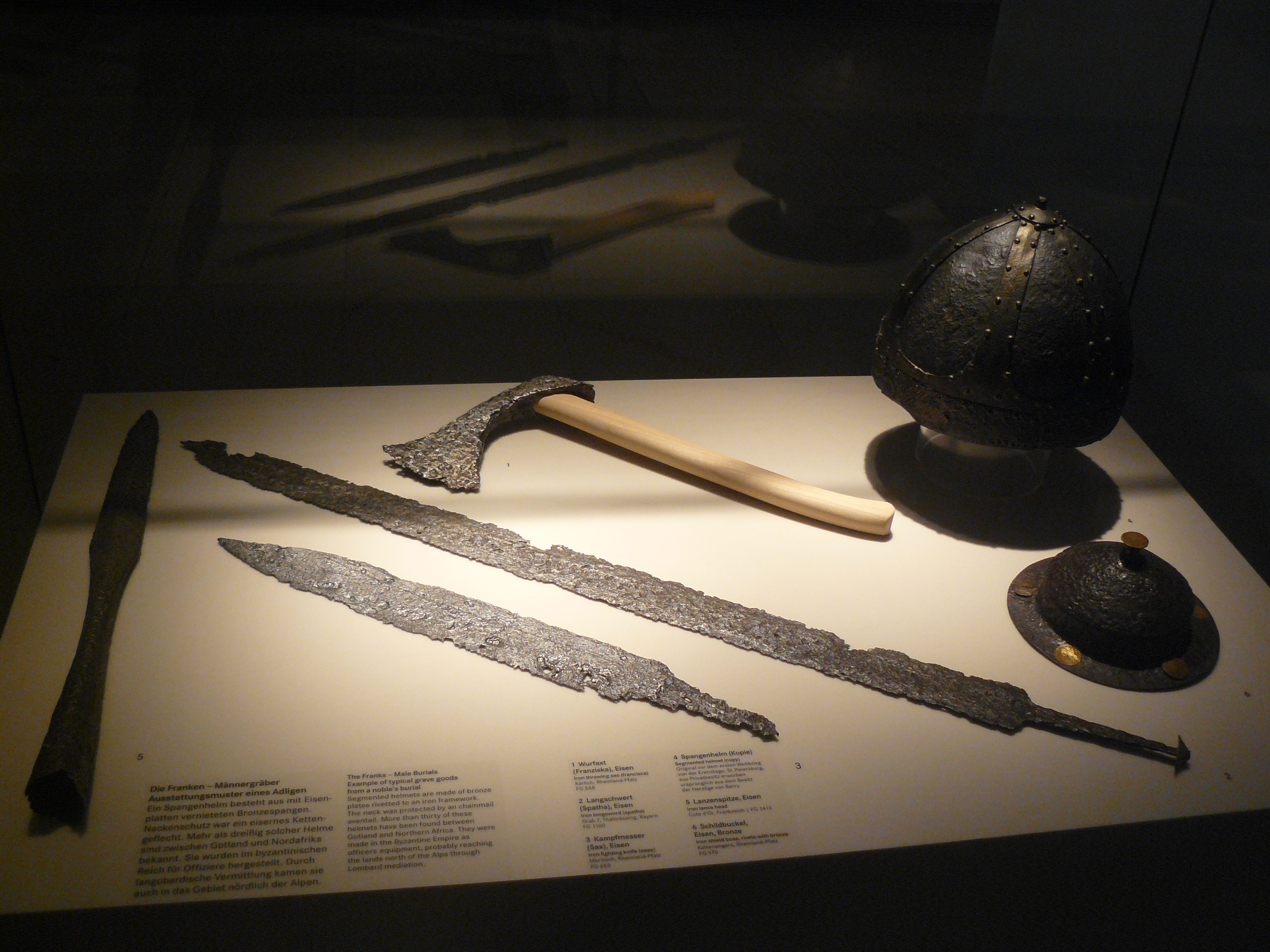
Armement typique d'un chef franc de l'époque mérovingienne : spatha, scramasaxe, francisque, casque franc et umbo (Germanisches Nationalmuseum, Nuremberg)

Le gué de l'Ems a sans doute été emprunté par les bandes guerrières saxonnes dès le début du VIIIe siècle pour leurs expéditions dans l'ouest du Münsterland et jusqu'à l'IJssel. Au cours de ces intrusions peu systématiques, ils chassèrent pourtant peu à peu les tribus franques de l'endroit. L'historiographe franc Eginhard décrit cette période comme ponctuée de meurtres, de pillages et d'incendies « réciproques » :

« Les Francs finirent par en être tellement excédés que, jugeant insuffisant de rendre coup pour coup, ils résolurent d'entamer désormais une lutte ouverte. La guerre fut donc déclarée. Elle fut menée par les deux côtés avec une égale rigueur, quoiqu'avec des pertes plus sévères chez les Saxons que chez les Francs, et se poursuivit pendant trente-trois années consécutives. »

— Eginhard, Vie de Charlemagne
Si la campagne de Saxe de Charlemagne, qui s'étale de 772 à 805, a enregistré dès le début des succès éclatants, il n'en demeure pas moins que les Saxons, particulièrement autour de Rheine, se soulevèrent sans cesse contre les Francs sous la conduite de leur chef Widukind. Widukind évitait autant que possible les batailles ouvertes en s'en tenant à une tactique de guérilla contre l'armée franque. Ni les expéditions punitives, ni la victoire finale et l'évangélisation des Saxons ne purent apaiser la région : il y fallut une occupation définitive, sa colonisation et l'établissement de missions. Pour la zone de Rheine, la clef du succès tenait à la protection militaire du gué contre les incursions saxonnes.

### Aux origines de la ville: la Villa Reni

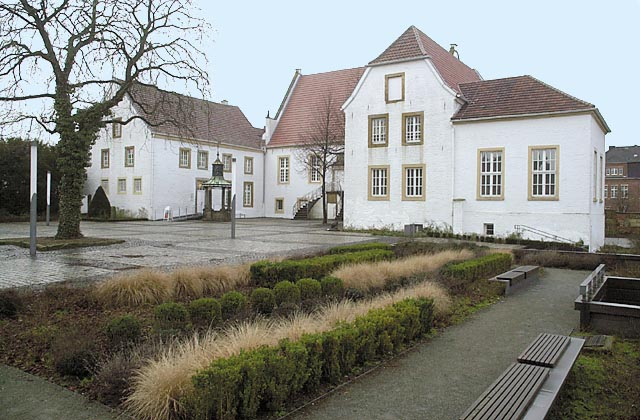
La ferme aux faucons (Falkenhof), noyau primitif de la ville de Rheine, est citée dans un acte de donation de 838 de Louis le Pieux. Le Falkenhof présente aujourd'hui un aspect baroque, qui est le produit d'adaptations multiséculaires ; mais le plan au sol des bâtiments est typique des fermes franques.

Pour tenir le gué de l'Ems, Charlemagne, au cours de la campagne de Saxe, fit construire un domaine fortifié sur la rive gauche de l'Ems, sur une colline surplombant le gué : la Villa Reni. Elle servait également de point de ravitaillement et d'étape pour les guerriers francs.
On érigea près de cette ferme une église consacrée à l'évêque Denis, en quoi l'on reconnaît nettement l’inspiration franque de l'édifice : Denis avait été au IIIe siècle missionnaire en Gaule, lieu de conversion des Francs Mérovingiens et plus tard joyau du royaume carolingien. On ignore l'année exacte de fondation de la Villa Reni. Nos connaissances sur l'histoire du domaine depuis la première mention de son existence en 838, nous viennent exclusivement, faute d'archives, de fouilles archéologiques et des déductions qu'on en a tirées. Les historiens supposent que sa création suivit de peu la fondation de l'abbaye de Mimigernaford vers la fin du VIIIe et le début du IXe siècle, car l'évangélisation des Saxons par l'évêque Ludger et la campagne saxonne de Charlemagne sont, chronologiquement et politiquement, étroitement liées. La structure économique est celle d'une Villa, ainsi que l'on désignait les domaines au haut moyen âge, avec un petit village alentour.
Il ne reste aujourd'hui rien des bâtiments primitifs de cette Villa Reni, mais la ferme actuelle en occupe l'emplacement précis. Le domaine a changé de multiples fois de propriétaires au cours de son histoire, et son nom actuel de Falkenhof remonte à l'acquisition de 1437 par les barons von Valke.

### L'urbanisation jusqu’en 1327
La donation de Louis le Pieux (838) mentionne, outre la Villa Reni, les terres de Wettringen et de Schöppingen ; mais la Villa Reni est mise en exergue, ce qui laisse présumer un rôle de ce domaine dans l'administration future de la région. EN particulier, la mention «... et toutes ses décuries, dépendances et bien propres » suggère selon l'historien Karl Bosl l'existence de serfs artisan et convoyeurs. Il existait donc une colonie de peuplement.
Trois actes, précisant le statut de cette terre et énumérant les possessions du couvent de Herford, citent encore Rheine : en 853 (sous le nom Hreni), en 995 et 1002 (sous le nom Hreini. Un recensement de la période 1022-1032, spécifiant la donation d'une terre pour la construction d'une église au nord du domaine, révèle un rapide accroissement de population au XIe siècle. Deux actes datés de 1126 et 1156 citent le pagus Rene (le concept de pagus désigne un district avec des communautés villageoises permanentes. On peut en conclure que Rheine était passé du statut de domaine (villa) à celui de village.
Aux XIIIe et XIVe siècles, Rheine devient l'enjeu politique majeur de l’évêché de Münster. Déjà du temps de Ludger, le gué de la voie frisonne à Rheine présentait un intérêt stratégique évident pour les princes-évêques de Münster, non seulement pour des raisons commercial, mais parce qu'il était le point de passage entre les deux moitiés nord et sud du diocèse. Rheine était pour moitié détenue par le couvent de Herford, et pour la moitié nord par les comtes de Bentheim, de Lingen, de Steinfurt et de Tecklenburg. Vers 1300, le comte de Bentheim avait édifié un avant-poste autour du village (château de Devesburg , dans l'actuel faubourg de Bentlage), et le seigneur de Steinfurt avait fait construire le Schwanenburg (quartier d'Elte). Ces deux châtelets ont disparu depuis : le Schwanenburg, prus d'assaut en 1343 par l'armée de l'évêque de Münster, fut rasé peu après.

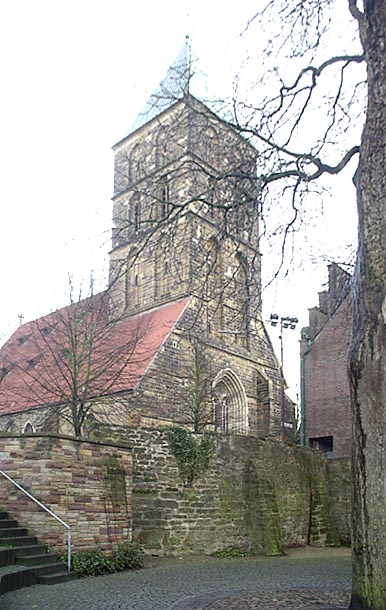
Les ultimes vestiges des remparts originels de Rheine, anciens soubassement de la chapelle du château, forment aujourd'hui la porte ouest de l'église Saint-Denis. Le domaine a dû être fortifié avant 1327, année où la charte urbaine fut accordée.

Les princes-évêques de Münster entreprennent d'abord de faire de Rheine une ville. Cette politique culmine sous le règne de l'évêque Louis II de Hesse (en fonction de 1310 à 1357) : dans un acte de 1314, ce prélat désigne Rheine comme l’oppidum Renæ, ce qui laisse présumer de l'existence de remparts dès cette époque.
Dès avant 1323, l'évêque Louis avait tenté à plusieurs reprises de fortifier Rheine et de placer la ville sous son autorité, mais la faide avec comte Angilbert de La Marck l'en empêcha : captif, il dut conclure avec Angilbert un traité de paix lui imposant de démanteler les remparts de la ville naissante. En cela, le comte Angilbert se rangeait à l'avis de ses parents et alliés, dont le comte Otto von Tecklenburg. Il n'est toutefois pas certain que le traité ait été mis à exécution puisque quatre ans plus tard, la présence de fortifications est toujours attestée à Rheine. Le statut de ville est accordé par l'évêque Louis II en 1327.

### Depuis 1900

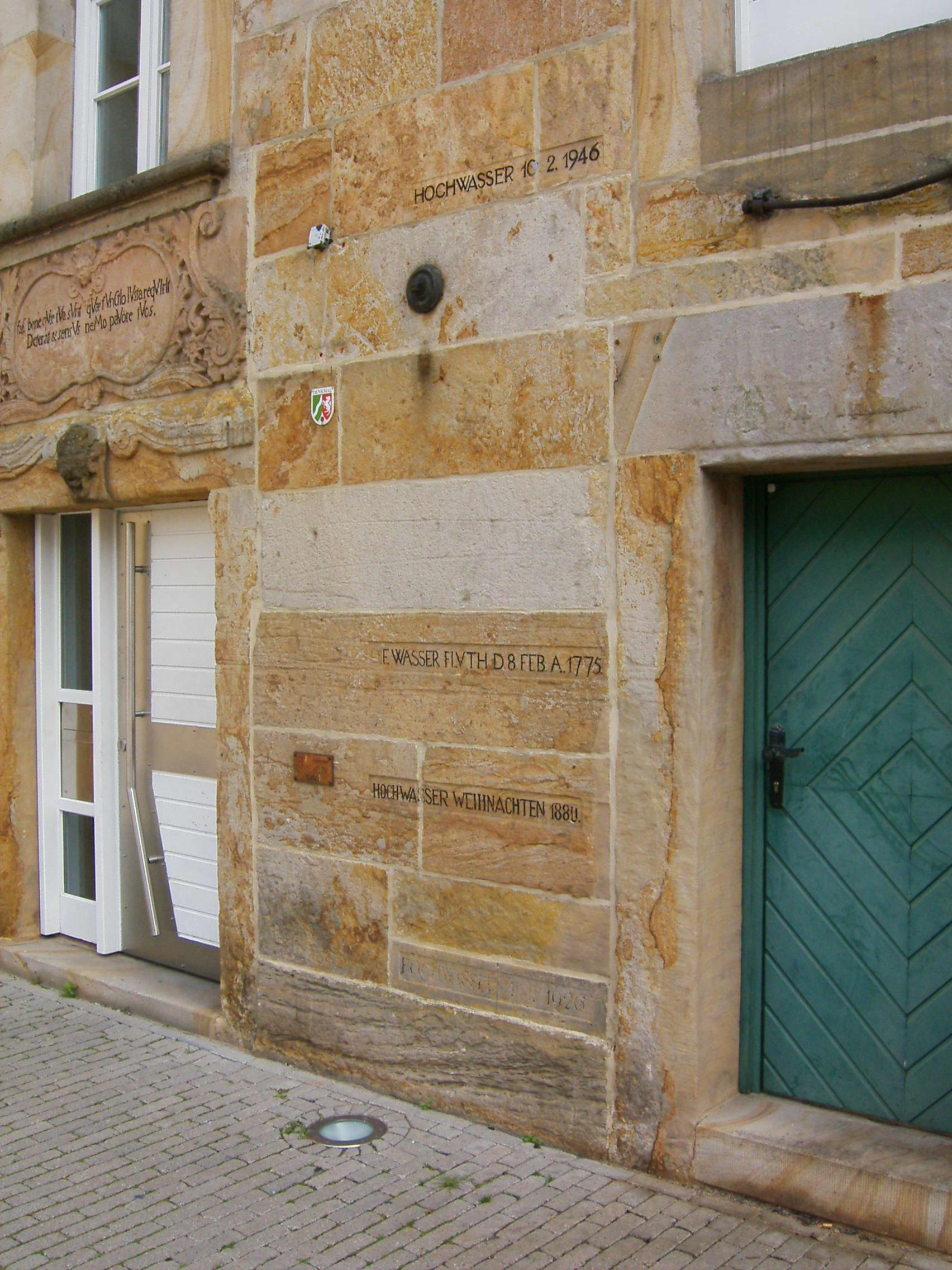
Marque des plus hautes eaux sur le moulin de l'Ems.

En 1919, Rheine voit la construction de la première gare de triage du Münsterland. Elle a été fermée en 1993 et rasée depuis.
Le 1er avril 1927 la commune a absorbé les 10 000 habitants des villages voisins (Bentlage, Wadelheim, Dutum etc.), portant la population à 29 598.
Sous le Troisième Reich, les citoyens juifs de Rheine ont été déportés. Les Alliés ont bombardé la ville à plusieurs reprises à partir de 1940, car la gare de triage aussi bien que le canal Dortmund-Ems constituaient des cibles stratégiques. Ce sont surtout les bombardements aériens du 5 octobre 1944 et du 21 mars 1945  qui ont détruit le centre ville, faisant 200 morts et blessés. La ville a été prise d'assaut le 2 avril 1945 après de durs combats par le 157e brigade d'infanterie britannique (5e bataillon des King's Own Scottish Borderers, 7e bataillon des Cameronians (Scottish Rifles)).
Rheine a d'abord été rattachée à la zone d'occupation britannique puis, en 1946, au Land de Rhénanie-du-Nord-Westphalie, qui a formé en 1949 avec les 10 autres Länder de l'ouest, l'Allemagne de l'Ouest. Le 10 février 1946 une crue catastrophique a battu le record des plus hautes eaux connues. Le 15 août 2002, la ville a commémoré les 675 ans de sa charte urbaine.

## Galerie

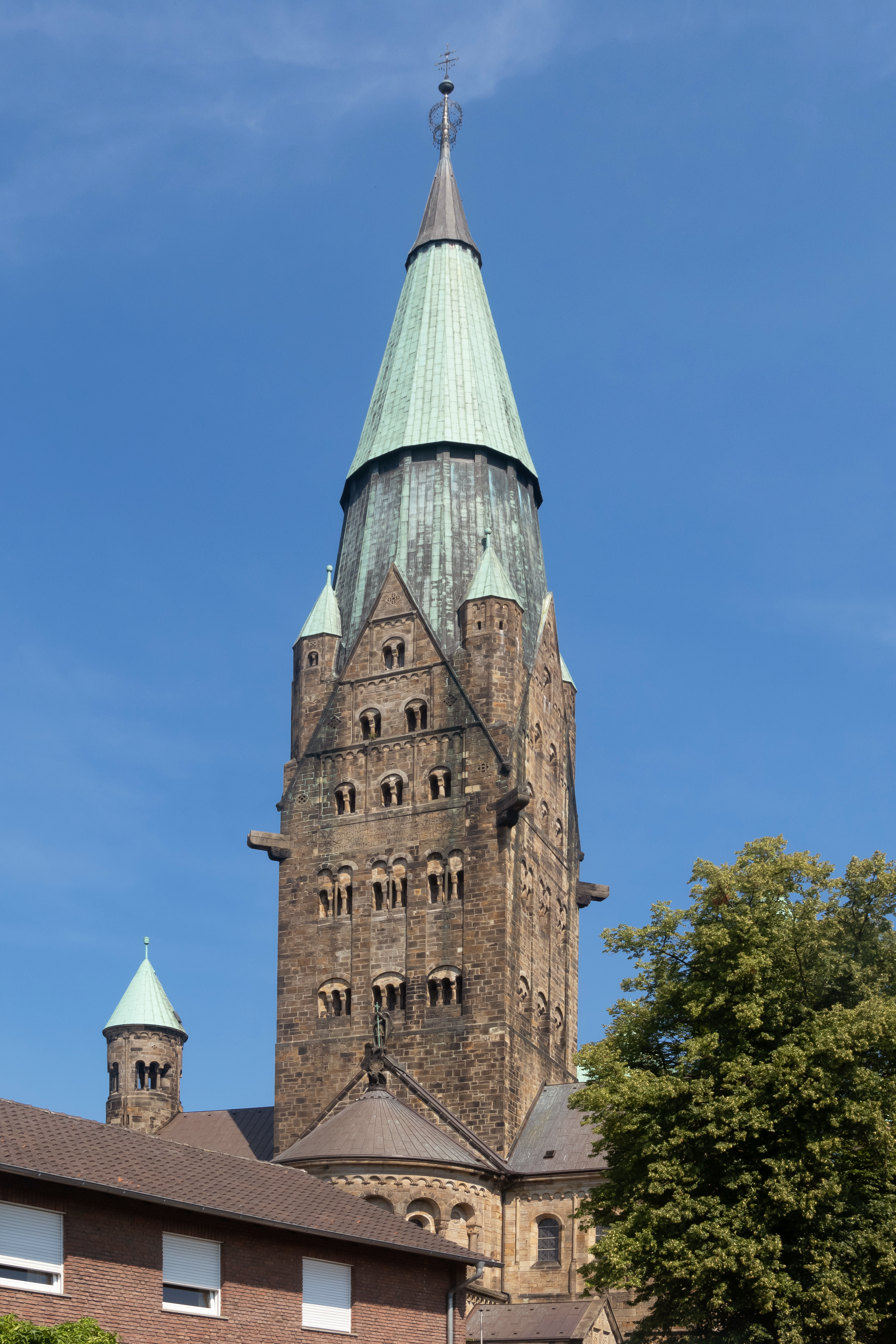
La Basilique Saint-Antoine de Rheine.
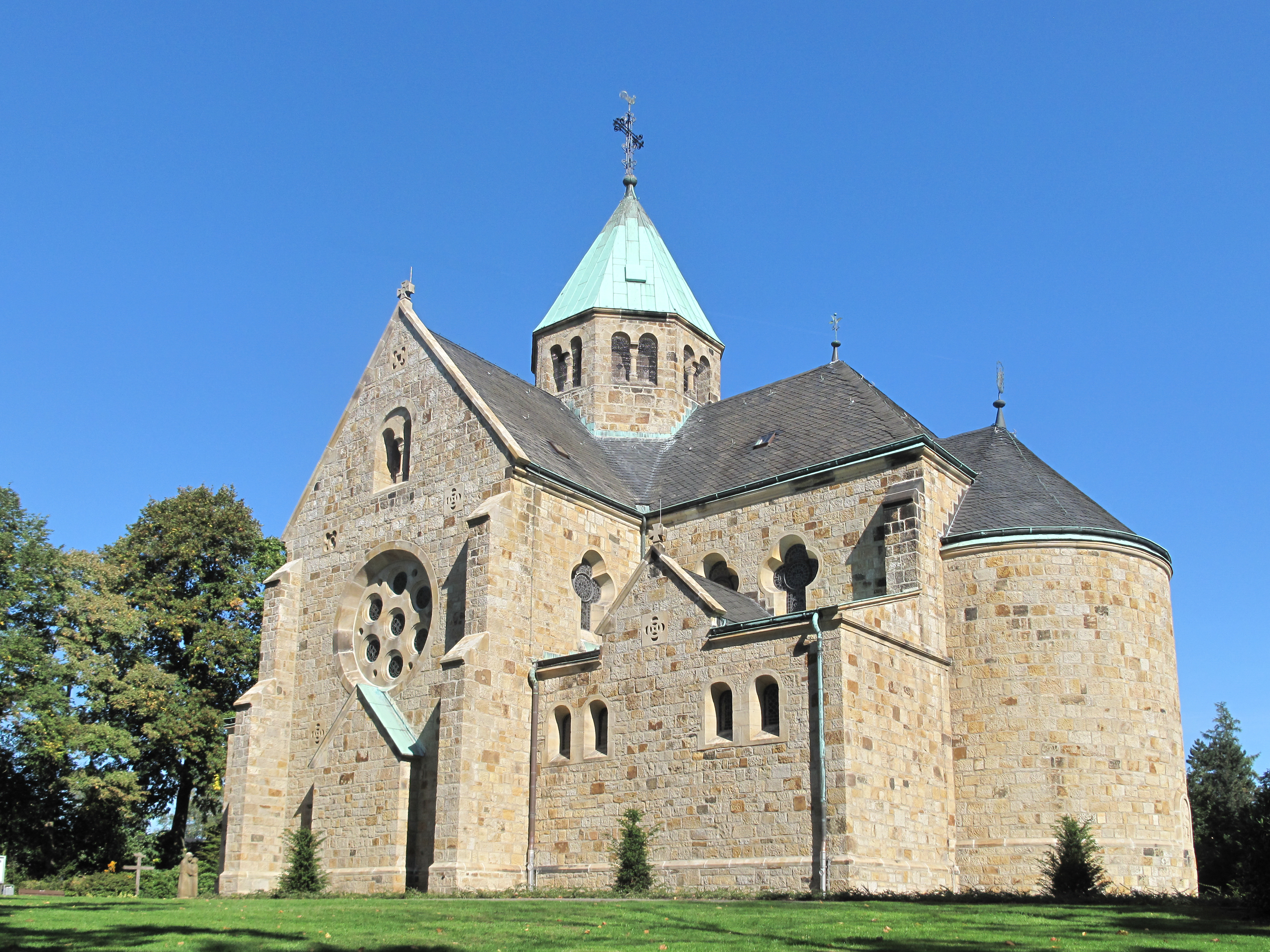
Église Sainte-Marie de la Visitation d’Hauenhorst.
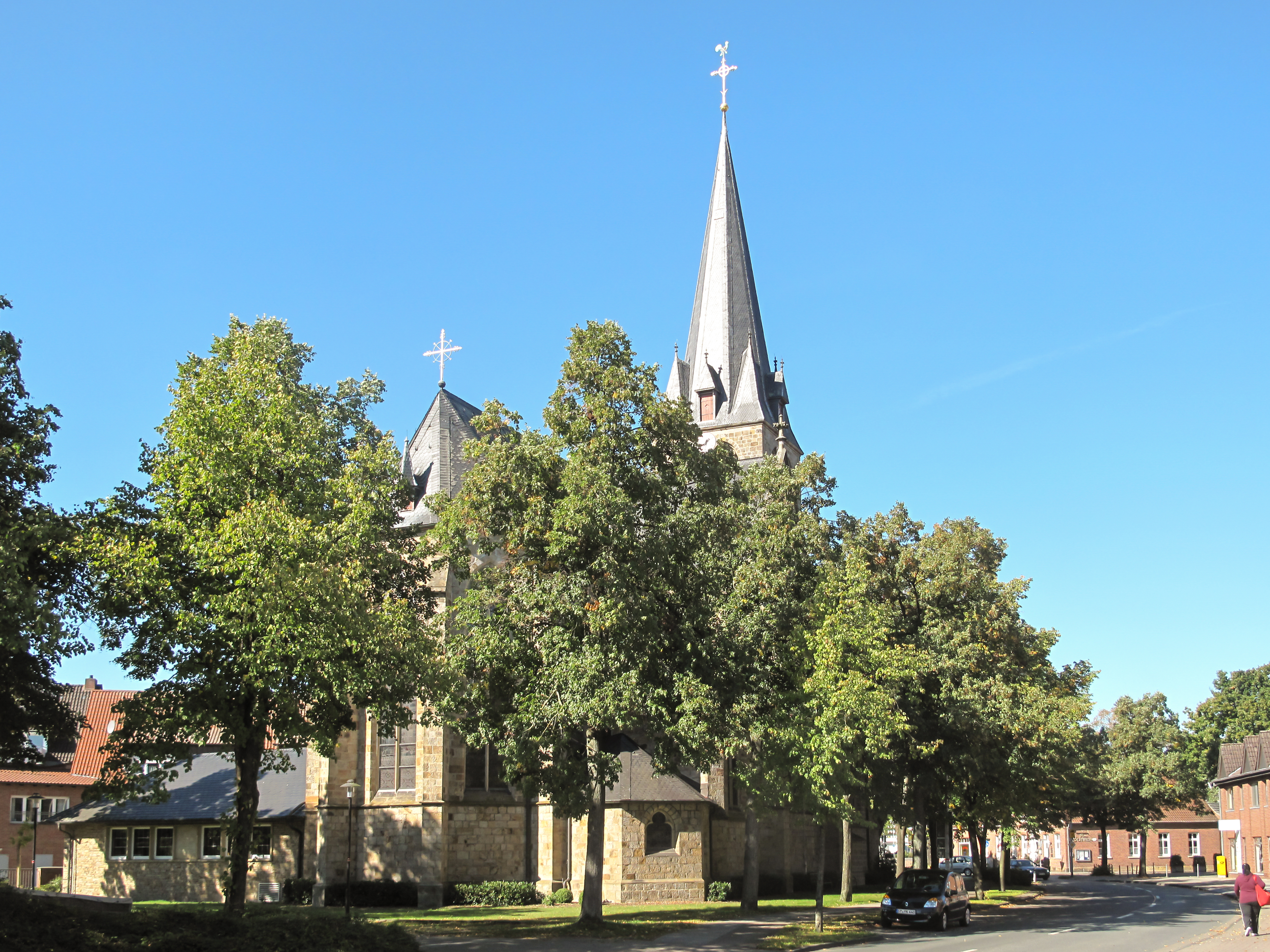
Église Saint Jean Baptiste de Mesum.

## Jumelages
La ville de Rheine est jumelée avec :
- Borne (Pays-Bas) depuis 1983
- Bernburg (Saale) (Allemagne) depuis 1990
- Leiria (Portugal) depuis 1996
- Trakai (Lituanie) depuis 1996